# 1508 Кеми
1508 Кеми (енгл. 1508 Kemi) је Марсов тројански астероид чија средња удаљеност од Сунца износи 2,769 астрономских јединица (АЈ).
Апсолутна магнитуда астероида је 12,03.
Астероид је 21. октобра 1938. године открио фински астроном Хејки Аликоски и дао му име Кеми у част истоименог финског града.